# Ulica Wałowa we Lwowie
Ulica Wałowa (ukr. вулиця Валова) — jedna z ulic śródmieścia Lwowa. Powstała po rozbiórce muru miejskiego w roku 1777. Zaczyna się od Placu Mickiewicza (dawniej Placu Mariackiego, kończy się na skrzyżowaniu z ulicą Podwalną (dawniej Wały Gubernatorskie). Na parnej stronie przy końcu ulicy znajduje się mur, otaczający zabudowania dawnego klasztoru Bernardynów we Lwowie. Prawa strona ulicy dotyczy do Placu Halickiego.